# چوراشوو (شهرستان نوریمانوفسکی، باشقیرستان)
چوراشوو (انگلیسی: Churashevo, Nurimanovsky District, Republic of Bashkortostan) یک شهرک در شهرستان نوریمانوفسکی استان باشقیرستان کشور روسیه است.